# مدرسة الشرق الأوسط الدولية (الرياض)
مدرسة الشرق الأوسط الدولية الحديثة وتُعرف اختصاراً بـMEIS هي مدرسة دولية في الرياض، المملكة العربية السعودية، تأسست عام 1998م وتضم حوالي 3,900 طالبٍ، معظمهم من الجالية الهندية والباكستانية بالرياض. وتُقدِّم كلاً من المجلس المركزي للتعليم الثانوي الهندي وشهادة كامبردج الدولية العامة للتعليم الثانوي للمناهج الآسيوية. تقدم المدرسة أيضًا مناهج اختبارات كامبريدج الدولية (CIE) في فصول AS و مستوى A.  المدرسة تتضمن فصولاً من الحضانة إلى الصف 12 . 

## الحرم الجامعي والمرافق
تقع مدرسة الشرق الأوسط الدولية الجديدة في ضاحية السليمانية بالرياض. وتشمل ثلاثة مجمعات كبيرة و 400 فصلاً دراسياً. تحتوي المدرسة على ست مكتبات تضم حوالي 200 كتاب ومختبرين للعلوم وأربعة معامل كمبيوتر وأربع غرف للفن. وهي مقسمة إلى قسم آسيوي وأمريكي.. يحتوي قسم البنين على مخرجين للحريق يميلان من الصفوف في الطابق الثاني، في حالة نشوب حريق. 

## التاريخ
في عام 2012م، افتتح مجمع مدارس الشرق الأوسط الحديثة العالمية. كان المجمع وقتئذ ملكاً لأحمد بن ناصر المتعب (أحد كبار المساهمين) قبل أن يندمج مع الشركة في عام 2015م. يقع المجمع على أرض مستأجرة في حي الروضة بمدينة الرياض بمساحة إجمالية تبلغ 14,000 مترًا مربعًا ويحتوي على 142 فصلًا دراسيًا بطاقة استيعابية تبلغ 3,550 طالبًا وطالبة.
يقدم المجمع خدمات التعليم الأجنبي وفق المنهج الهندي بدءًا من الحضانة ومرحلة رياض الأطفال وحتى المستوى الثاني عشر لقسميّ البنين والبنات. تتمتع مدارس الشرق الأوسط الحديثة العالمية بالاعتماد الأكاديمي من جامعة كامبردج العريقة لتدريس المواد العلمية وعقد الاختبارات النظرية والعملية. وتتبع المدارس المجلس المركزي الهندي للتعليم الثانوي (CBSE). وكما في 2019م، بلغ عدد الطلاب والطالبات المسجلين للعام الدراسي 1439هـ/1440هـ (الموافق 2018م/2019م) 3,121 طالبًا وطالبة يتلقون تعليمهم من 210 معلمًا ومعلمة من ذوي الخبرة والكفاءة وبمساعدة كادر إداري يتكون من 21 إداريًا وإدارية.